# Lightning Sketches
Lightning Sketches è un cortometraggio muto del 1907 diretto da James Stuart Blackton. Film di animazione, Blackton vi appare anche come interprete nel ruolo del cartoonist.

## Produzione
Il film fu prodotto nel 1907 dalla Vitagraph Company of America.

## Distribuzione
Distribuito dalla Vitagraph Company of America, il film uscì nelle sale statunitensi il 15 luglio 1907.